# دروازه‌های اسکندر

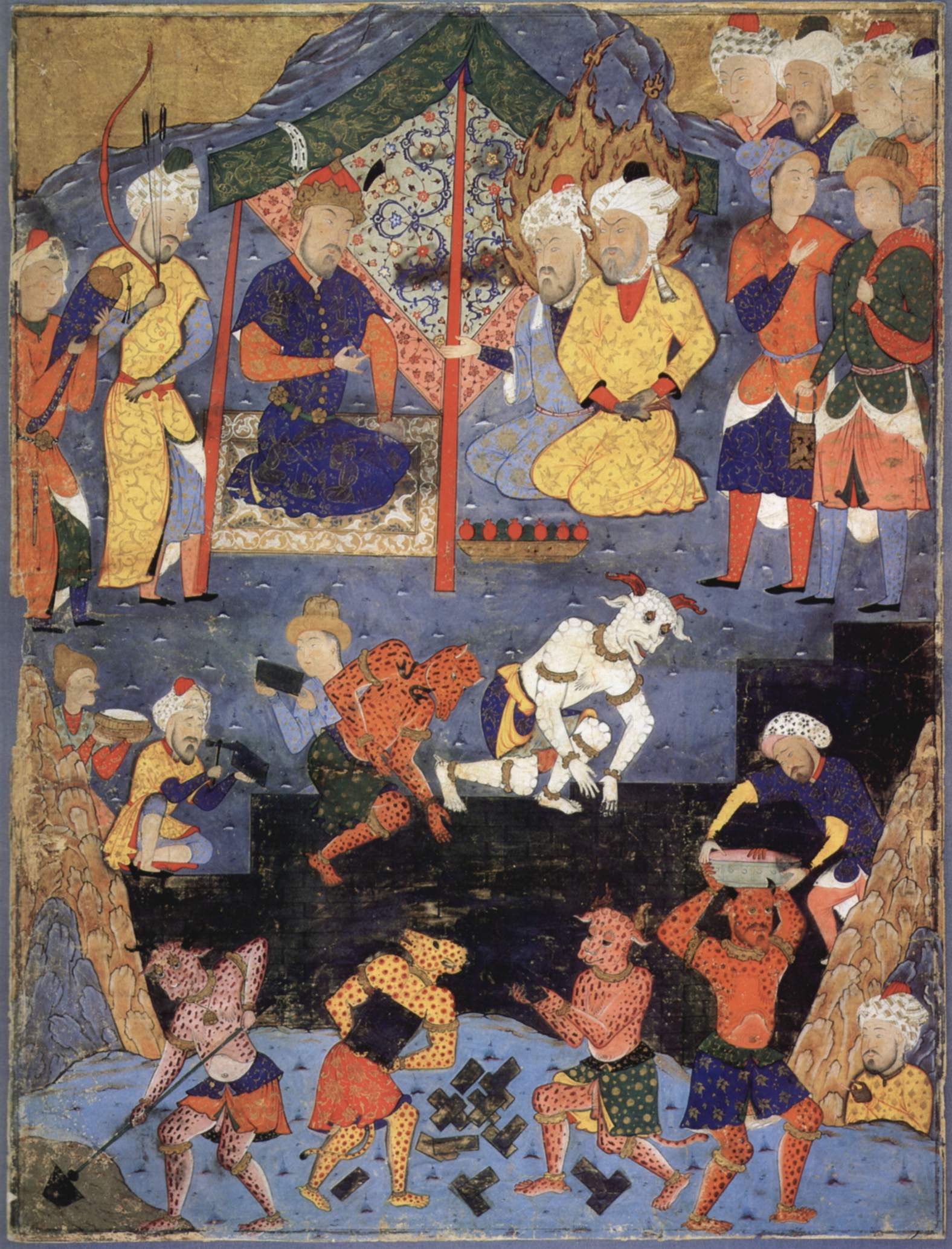
ذوالقرنین، به کمک تعدادی جن، در حال ساختن دیوار آهنی می‌باشد تا عجوج و مجوج بربری را از مردمان متمدن دور نگه دارد. (مینیاتور ایرانی قرن ۱۶ میلادی)

دروازه‌های اسکندر (به انگلیسی: Gates of Alexander) حائلی افسانه ای است که از قرار معلوم توسط اسکندر مقدونی در قفقاز برای دور نگه داشتن بربری‌های نا متمدن شمال از تاخت و تاز به سرزمین‌های جنوبی ساخته شده‌است. این دروازه‌ها موضوعی محبوب در سفرنامه‌های قرون وسطایی است، که از رمانس اسکندر در نسخه ای متعلق به شاید قرن ۶ میلادی، آغاز می‌شود.
این دیوار، که همچنین تحت عنوان دروازه‌های کاسپین نیز شناخته می‌شود، با دو مکان برابر دانسته شده‌اند: گذرگاه دربند در روسیه، یا گذرگاه در الان در جنوب دریای خزر. روایت همچنین، آن را به دیوار بزرگ گرگان (مار قرمز) در ساحل یا کرانه جنوب شرقی دریای خزر، ارتباط می‌دهد.
این استحکامات از لحاظ تاریخی، بخش‌هایی از خطوط دفاعی ساخته شده توسط ساسانیانِ ایران بودند. دیوار بزرگ گرگان ممکن است توسط پارتی‌ها ساخته شده باشد.

## پیش‌زمینه ادبی
نام «دروازه‌های کاسپین» در اصل به ناحیه باریکی در گوشه جنوب شرقی دریای خزر گفته می‌شد که در واقع اسکندر از میان آن در تعقیب اردشیر چهارم پیش روی کرد، اگرچه وی برای مستحکم کردن و سنگربندی آن توقف نکرد. این ناحیه توسط تاریخ‌نگاران خیال‌پردازتر اسکندر به گذرگاه‌های میان قفقاز منتقل شد.
همچنین در قرآن، سوره کهف، آیات ۸۳ الی ۹۸، یک داستانِ تا اندازه ای مشابه با تفاوت‌های کلیدی به چشم می‌خورد. به جای این که سازنده، فاتحی (یا جهان‌گشایی) مانند اسکندر باشد، قرآن قهرمانی آزادگر که قدیمی تر از اسکندر است را توصیف می‌کند، که تحت عنوان ذوالقرنین شناخته می‌شود. همچنین ساختار مورد نظر به جای یک دروازه، دیوارِ آهنیِ عظیمی می‌باشد و کارکردش دفاع از مردم پایِ کوه در مقابل عجوج و مجوج می‌باشد.
و از تو درباره ذوالقرنین می‌پرسند بگو به زودی چیزی از او برای شما خواهم خواند «۸۳»
ما در زمین به او امکاناتی دادیم و از هر چیزی وسیله‌ای بدو بخشیدیم «۸۴»
تا راهی را دنبال کرد «۸۵»
تا آنگاه که به غروبگاه خورشید رسید به نظرش آمد که [خورشید] در چشمه‌ای گل‌آلود و سیاه غروب می‌کند و نزدیک آن طایفه‌ای را یافت فرمودیم ای ذوالقرنین [اختیار با توست] یا عذاب می‌کنی یا در میانشان [روش] نیکویی پیش می‌گیری «۸۶»
گفت اما هر که ستم ورزد عذابش خواهیم کرد سپس به سوی پروردگارش بازگردانیده می‌شود آنگاه او را عذابی سخت‌خواهد کرد «۸۷»
و اما هر که ایمان آورد و کار شایسته کند پاداشی [هر چه] نیکوتر خواهد داشت و به فرمان خود او را به کاری آسان واخواهیم داشت «۸۸»
سپس راهی [دیگر] را دنبال کرد «۸۹»
تا آنگاه که به جایگاه برآمدن خورشید رسید [خورشید] را [چنین] یافت که بر قومی طلوع می‌کرد که برای ایشان در برابر آن پوششی قرار نداده بودیم «۹۰»
این چنین [می‌رفت] و قطعاً به خبری که پیش او بود احاطه داشتیم «۹۱»
باز راهی را دنبال نمود «۹۲»
تا وقتی به میان دو سد رسید در برابر آن دو [سد] طایفه‌ای را یافت که نمی‌توانستند هیچ زبانی را بفهمند «۹۳»
گفتند ای ذوالقرنین یاجوج و ماجوج سخت در زمین فساد می‌کنند آیا [ممکن است] مالی در اختیار تو قرار دهیم تا میان ما و آنان سدی قرار دهی «۹۴»
گفت آنچه پروردگارم به من در آن تمکن داده [از کمک مالی شما] بهتر است مرا با نیرویی [انسانی] یاری کنید [تا] میان شما و آنها سدی استوار قرار دهم «۹۵»
برای من قطعات آهن بیاورید تا آنگاه که میان دو کوه برابر شد گفت بدمید تا وقتی که آن [قطعات] را آتش گردانید گفت مس گداخته برایم بیاورید تا روی آن بریزم «۹۶»
[در نتیجه اقوام وحشی] نتوانستند از آن [مانع] بالا روند و نتوانستند آن را سوراخ کنند «۹۷»

گفت این رحمتی از جانب پروردگار من است و[لی] چون وعده پروردگارم فرا رسد آن [سد] را درهم کوبد و وعده پروردگارم حق است «۹۸»— محمدمهدی فولادوند، ترجمه سوره کهف، آیات ۸۳ الی ۹۸، http://quran.anhar.ir/tarjome-7249.htm

### دربند روسیه

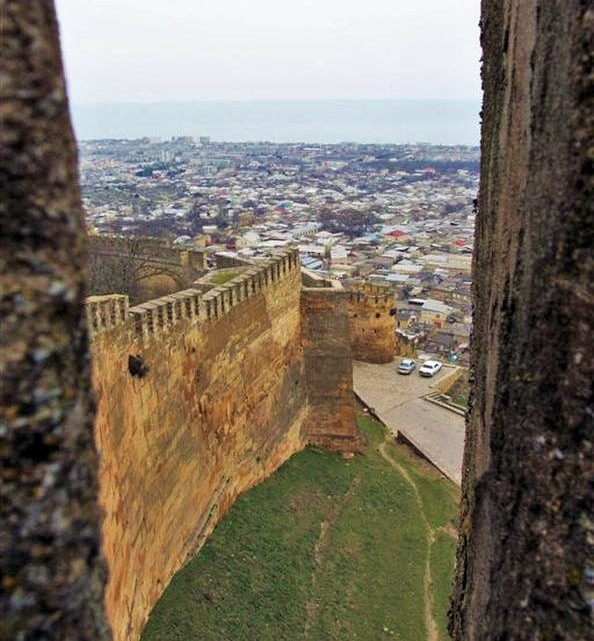
The Caspian Gates in Derbent, Russia are often identified with the Gates of Alexander
دروازه‌های کاسپین در دربند روسیه، اغلب با دروازه‌های اسکندر برابر دانسته می‌شوند.

## هویت‌یابی‌های جغرافیایی

دروازه‌های کاسپین: در الان، دربند، ری، دیوار گرگان.
(ابیریا یا جئورجیای باستان؛ جرجان)

### در الان
گذرگاه در الان همچنین به عنوان «دروازه‌های اسکندر» شناخته شده‌است و کاندیدی قوی برای هویت دروازه‌های کاسپین می‌باشد. 

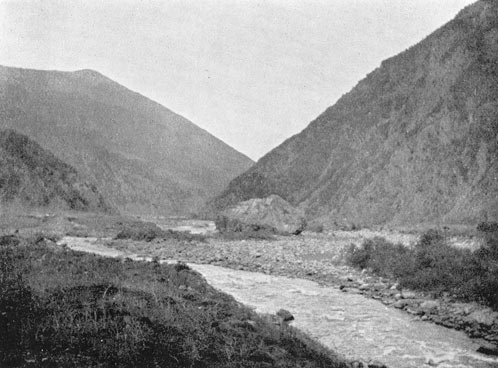
در الان قبل از ۱۹۰۶ میلادی.